# Sidney Browne
Sidney Browne   (Bexley, 5 de gener de 1850 - Cheltenham, 13 d'agost de 1941) GBE, RRC va ser la primera matrona en cap nomenada del recentment format Queen Alexandra Imperial Military Nursing Service. Després de la seva retirada de la QAIMNS (més tard coneguda com a Queen Alexandra's Royal Army Nursing Corps, QARANC), va ser nomenada matrona en cap de la Territorial Force Nursing Service / Territorial Army Nursing Service (TFNS / TNS). Browne va ser nomenada Dama Gran Creu de la Divisió Militar de l'Ordre de l'Imperi Britànic el 1918. El 1922 es va convertir en la primera presidenta del Royal College of Nursing (RCN), càrrec que va ocupar fins a 1925. El 1918, Browne va dir a les seves infermeres: «Poseu un gran ideal davant vostre i feu el vostre servei futur amb una força més gran que la vostra, i la vostra vida serà per al millorament del món».
Browne va viure a Cheltenham amb la seva amiga Hilda Hoole a partir de 1927. Browne va morir el 13 d'agost de 1941, i el seu funeral es va realitzar a l'església de St Stephen, Cheltenham.
Al desembre de 2017 es va donar a conèixer una placa blava a la seva antiga casa, 11 Tivoli Road, per la Cheltenham Civic Society i la Royal College of Nursing.

## Biografia
Sidney Browne va néixer a Bexley, Kent (Anglaterra). Va créixer en una família de metges; el seu pare era cirurgià pare i dos germans seus eren metges.
Carrera d'infermeria
Browne va assistir a una sèrie de conferències impartides per la pionera infermera de districte Florence Lees, que va impulsar el seu interès per la infermeria com una carrera professional.
En 1878 va començar d'infermera a l'Hospital Guest (Dudley) i, a finals d'aquell any, va treballar a l'Hospital del Districte West Bromwich, entre 1878 i 1882. El 1882 Browne va treballar com a infermera del personal a l'hospital de St Bartholomew durant un any, on va estar influenciada per la matrona, Ethel Manson (més tard, Mrs Ethel Gordon Fenwick). Browne va ser una de les primeres infermeres registrades a la Royal British Nurses' Association el 7 de març de 1890, precursor del Registre Estatal d'Infermeres.
El 1883, Browne es va unir al Servei d'Infermeria de l'Exèrcit (QARANC) on va ser enviada al Royal Victoria Hospital, Netley, i el 1884 va realitzar la seva primera publicació a l'estranger durant la Guerra angloegípcia. Pel seu treball a la Guerra del Mahdí, va rebre l'Estrella de Khedive i la medalla i barra d'Egipte (1885). Les publicacions de Browne la van portar a Malta (1887-1890), a Irlanda (Camp de Curragh), a Woolwich (Hospital Herbert) i a Aldershot, ascendint constantment de rang.
Browne va ser enviada al servei actiu a la Segona Guerra Bòer a l'octubre de 1899, on durant els següents tres anys va ser germana superintendent en tres hospitals base diferents, per la qual va rebre la Royal Red Cross (Reial Creu Roja). Les reformes significatives dels serveis mèdics van conduir a l'establiment d'un servei d'infermeria de l'exèrcit. El 1902, Browne va tornar a Anglaterra per a la seva pròxima publicació com a la primera matrona en cap del recentment creat Servei d'Infermeria Imperial de la Reina Alexandra (Queen Alexandra's Imperial Military Nursing Service, QAIMNS), actualment Reial Cos d'Infermeria de l'Exèrcit de la Reina Alexandra (Queen Alexandra's Royal Army Nursing Corps), on va introduir procediments de formació rigorosos. Es va retirar de l'exèrcit el 1906, als 55 anys, que li va donar el temps de ser una activista per al registre estatal d'infermeres.
Browne encara estava preocupada per la manca d'infermeres capacitades disponibles per a l'Exèrcit i amb Elisabeth Haldane va establir el Servei d'Infermeria de la Força Territorial (Territorial Force Nursing Service, TFNS), una reserva civil d'atenció civil, el 1908, per la qual es va convertir en matrona en cap a partir de 1910. Amb l'esclat de la Primera Guerra Mundial el 1914, Browne va ser responsable de la mobilització del servei d'infermeria de la força territorial i la seva ampliació de 3.000 a 7.000 infermeres. Browne va recórrer la Gran Bretanya i l'estranger inspeccionant les condicions de vida i de treball del seu personal d'infermeria.
El 1916, Browne, que havia recolzat durant molt de temps la creació d'un registre estatal d'infermeria, va acordar que era el moment adequat per establir una Facultat d'Infermeria. Tant Browne com Sarah Swift havien treballat com a matrones en cap durant la Primera Guerra Mundial, i totes dues es van involucrar activament en el que es convertiria en el Reial Col·legi d'Infermeria (Royal College of Nursing, RCN). Browne va ser membre del primer consell del Reial Col·legi d'Infermeria des de 1917 fins a la seva jubilació el 1927, i va ser la primera Tresorera Honorària del Col·legi, així com la presidenta inaugural.
En una investidura el 31 de juliol de 1919 Browne va ser reconeguda pel seu treball en la Primera Guerra Mundial quan va ser nomenada Dama de la Gran Creu (divisió militar) de l'Orde de l'Imperi Britànic (GBE). Va rebre molts honors pel seu treball, incloent un títol honorífic el 1925 de la Universitat de Leeds, la llibertat de West Bromwich; i el juliol de 1927, va ser guardonada amb la Medalla Internacional de Nightingale de Florència per part de la Federació Internacional de Societats de la Creu Roja.